# Ksor Kok
Ksor Kok (1945 - 9 tháng 1 năm 2019) là người dân tộc Gia Rai tại tỉnh Gia Lai, Việt Nam, đã từng sinh sống tại bang Bắc Carolina, Hoa Kỳ. Ông là chủ tịch của Quỹ người Thượng, một tổ chức bắt đầu tại Đại học Chicago tuyên bố sứ mệnh của nó là "bảo vệ cuộc sống, quyền và văn hóa của các dân tộc người Thượng" và là một thành viên của Transnational Radical Party (TRP).
Kok tham gia tổ chức FULRO từ hồi mới thành lập, sau năm 1975, được Mỹ hứa viện trợ chống lại Nhà nước Việt Nam, nhưng không thực hiện được, tổ chức FULRO thất bại. Ông theo đuổi chủ trương ly khai Tây Nguyên khỏi Việt Nam, thành lập nhà nước Đêga độc lập, lấy đạo Tin Lành là quốc giáo, và tự phong làm Tổng thống nhà nước này.
Chính phủ Việt Nam cho rằng Kok và Quỹ người Thượng đã đứng sau lưng các cuộc biểu tình bạo động của người dân tộc thiểu số tại Tây Nguyên bằng cách hứa sẽ đưa họ sang tỵ nạn ở Mỹ nếu tham gia biểu tình và vượt biên sang Campuchia.
Sau một thời gian dài điều trị bệnh ung thư gan, Kok đã qua đời vào lúc 12 giờ ngày 9 tháng 1 năm 2019 tại Hoa Kỳ. Thông tin về cái chết của ông đã được thân nhân và tổ chức MFI xác nhận.